# Amt Nörvenich

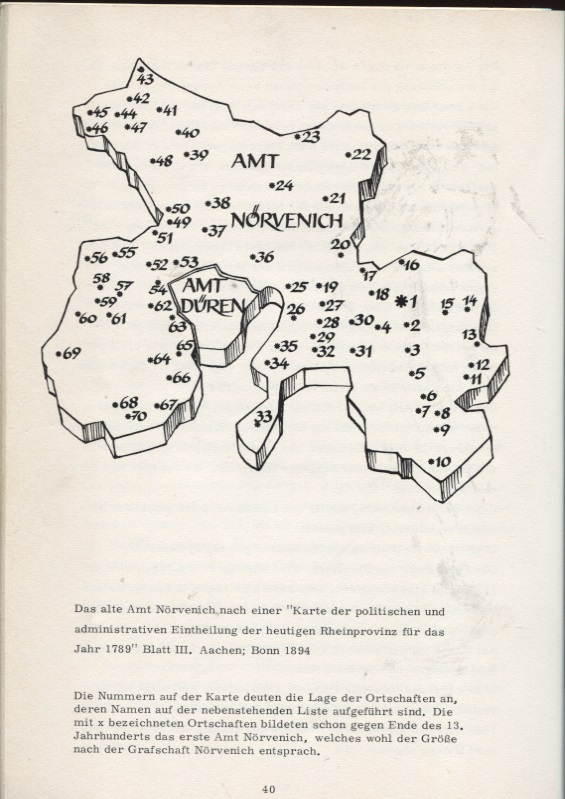
Karte des Amtes Nörvenich

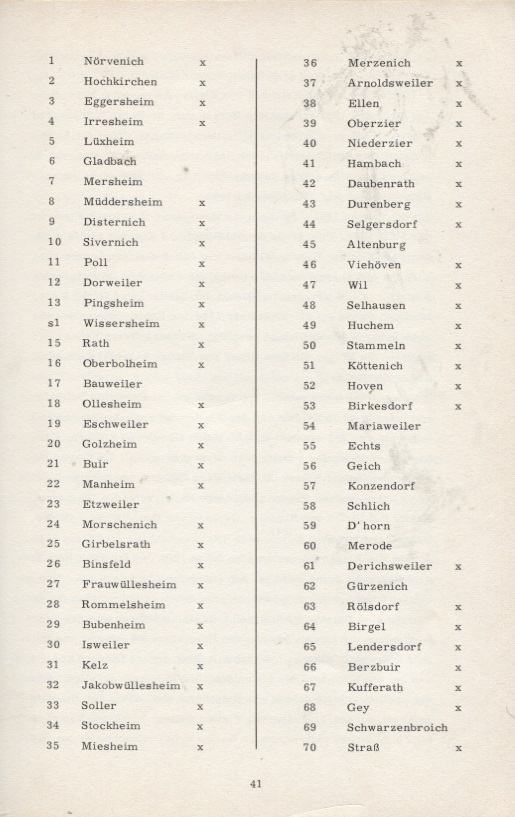
Erläuterungen zur Karte

Das Amt Nörvenich war zum einen eine Verwaltungseinheit des Herzogtums Jülich, zum anderen ein Amt im Kreis Düren in Nordrhein-Westfalen, Deutschland. Im Rahmen der nordrhein-westfälischen Gebietsreform wurde das Amt zum 1. Juli 1969 aufgelöst.

## Das Amt Nörvenich im Herzogtum Jülich
Das Herzogtum Jülich bestand aus 23 Ämtern. Das größte Amt war das Amt Nörvenich. Es bedeckte mit seinen Gerichten und Unterherrschaften fast ganz den Norden und Osten des damaligen Kreises Düren. Im 17. und 18. Jahrhundert waren dem Amt Nörvenich das frühere Amt Hambach und die vier Gerichte um Düren (Arnoldsweiler, Merzenich, Derichsweiler und Lendersdorf) einverleibt worden. Dazu kamen auch der Dingstuhl und die Kellnerei Hambach.
Zum Amt Nörvenich gehörten vor der französischen Besetzung im Jahre 1794:
- Gericht Derichsweiler mit Birkesdorf, Derichsweiler, Hoven und Mariaweiler
- Gericht Golzheim mit Eschweiler über Feld, Kauweiler, Ollesheim und Golzheim
- Gericht Hambach mit Arnoldsweiler, Rath, Ellen, Girbelsrath, Huchem-Stammeln, Merzenich, Morschenich, Niederzier, Oberzier und Selhausen
- Gericht Isweiler mit Frauwüllesheim, Hommelsheim, Isweiler, Jakobwüllesheim (Teil), Kelz (Teil), Rommelsheim (Teil), Bubenheim und Soller (Teil). Die anderen Teile gehörten zum Amt Nideggen.
- Gericht Nörvenich mit Eggersheim, Hochkirchen, Irresheim, Nörvenich, Oberbolheim, Poll, Rath und Wissersheim

Dazu gehörten auch folgende Unterherrschaften:
- Herrschaft Disternich mit Disternich und Sievernich
- Herrlichkeit Gladbach mit Gladbach, Merschheim und Lüxheim
- Herrlichkeit Gürzenich mit Gürzenich
- Herrlichkeit Merode mit Echtz, Konzendorf, Geich, Obergeich, Merode, Schloss Merode, Kloster Schwarzenbroich, Schlich, D’horn und Hardt

## Das Amt Nörvenich im Kreis Düren

### Entstehung des Amtes
Nach der Besetzung des Linken Rheinufers im Ersten Koalitionskrieg wurde 1798 von der französischen Direktorialregierung die Verwaltung des Linken Rheinufers nach französischem Vorbild reorganisiert. Nörvenich wurde zusammen mit 57 weiteren Ortschaften dem Kanton Düren im Arrondissement Aachen und dem Rur-Departement zugeordnet. Im Jahr 1801 wurden Mairies (dt. Bürgermeistereien) eingerichtet.
Aufgrund der auf dem Wiener Kongress getroffenen Vereinbarungen kam die Region im April 1815 zum Königreich Preußen. Die „Mairie Nörvenich“ wurde nun eine preußische Bürgermeisterei im 1816 neu errichteten Kreis Düren (Regierungsbezirk Aachen). Zur Bürgermeisterei Nörvenich gehörten die Kirchdörfer Nörvenich und Wissersheim,  die Dörfer Oberbolheim, Poll und Rath sowie der Hof Gippenbusch.
So wie alle Bürgermeistereien in der Rheinprovinz wurde die Bürgermeisterei Nörvenich 1927 in Amt Nörvenich umbenannt.
Das alte Jülicher Amt Nörvenich und das Kreis Dürener Amt Nörvenich haben – wenn man vom Namen absieht – kaum etwas Gemeinsames.

### Kommunale Neugliederung
In neuerer Zeit fand in Nörvenich die erste durchgeführte Neugliederung im damaligen Regierungsbezirk Aachen statt.
Aufgrund des vom Landtag Nordrhein-Westfalen beschlossenen Gesetzes vom 19. Dezember 1968 wurden die Gemeinden Binsfeld, Eggersheim, Eschweiler über Feld, Frauwüllesheim, Hochkirchen, Irresheim, Nörvenich, Oberbolheim, Poll und Rath mit Wirkung vom 1. Januar 1969 zu einer Gemeinde zusammengeschlossen, die den Namen Nörvenich erhielt.
Dem Gesetz war ein Gebietsänderungsvertrag zwischen den betroffenen amtsangehörigen Gemeinden vorausgegangen. Die – ebenfalls wie die oben aufgeführten Gemeinden – zum Amt Nörvenich gehörende Gemeinde Wissersheim schloss sich der neuen Gemeinde Nörvenich nicht an, sie blieb zunächst selbstständige Gemeinde innerhalb des Amtes Nörvenich, das nunmehr aus zwei, statt wie bisher aus elf selbstständigen Gemeinden bestand. Da die neue Gemeinde keinen demokratisch gewählten Rat und keinen Gemeindedirektor hatte, wurden der bisherige Bürgermeister und der bisherige Amtsdirektor vom Innenminister des Landes Nordrhein-Westfalen mit der Wahrnehmung der Geschäfte des Gemeinderates beziehungsweise des Gemeindedirektors beauftragt.
Am 23. März 1969 fanden für die elf Ortsteile (Rommelsheim wurde vom 1. Januar 1969 an als Ortsteil betrachtet) Kommunalwahlen statt. Die 19 gewählten Ratsherren traten am 3. April 1969 zu ihrer konstituierenden Sitzung zusammen.
Mit dem Gesetz zur Neugliederung des Landkreises Euskirchen vom 10. Juni 1969, das am 1. Juli 1969 in Kraft trat, wurde Wissersheim der neugebildeten Stadt Erftstadt angeschlossen und das Amt Nörvenich aufgelöst. Rechtsnachfolgerin wurde die Gemeinde Nörvenich.